# Royaume de Sardaigne (1713-1720)
Pour les articles homonymes, voir Royaume de Sardaigne.
Ne doit pas être confondu avec Royaume de Sardaigne (1720-1861) ou Royaume de Sardaigne (1324-1713).
1713–1720
Entités précédentes :
- Royaume de Sardaigne (Espagne)

Entités suivantes :
- Royaume de Sardaigne (États de Savoie)

En 1713, le royaume de Sardaigne, auparavant dépendance de la Couronne d'Espagne, devient une possession autrichienne ; en 1720, l'Autriche le cède au duc de Savoie en échange de la Sicile. 

## Historique
En 1713, le royaume de Sardaigne, qui se confond avec l'île, est depuis 1419 sous le contrôle de l'Aragon, puis de l'Espagne.
Il est cédé par l'Espagne à Charles VI de Habsbourg, archiduc d'Autriche et empereur germanique, au traité d'Utrecht, signé à l'issue de la guerre de Succession d'Espagne. 
En 1717, cependant, le roi Philippe V d'Espagne, de la maison de Bourbon, lance une expédition de reconquête qui lui permet d'occuper l'île.
Il en résulte une coalition entre la France, le Royaume-Uni, les Provinces-Unies et l'Autriche, la Quadruple Alliance, établie en 1718 au traité de Londres. En ce qui concerne la Sardaigne, il est prévu que Victor-Amédée II de Savoie cédera la Sicile à l'Autriche et recevra en échange la Sardaigne.
Cette disposition prend effet en 1720, à la fin de la guerre de la Quadruple Alliance, conclue par la défaite de l'Espagne et la paix de La Haye : la Sardaigne, unie avec le Piémont et la Savoie, donne son nom à un nouvel ensemble territorial, qui durera jusqu'à l'unification de l'Italie en 1861 : le royaume de Sardaigne (souvent indûment appelé royaume de Piémont-Sardaigne).